# Ommeray

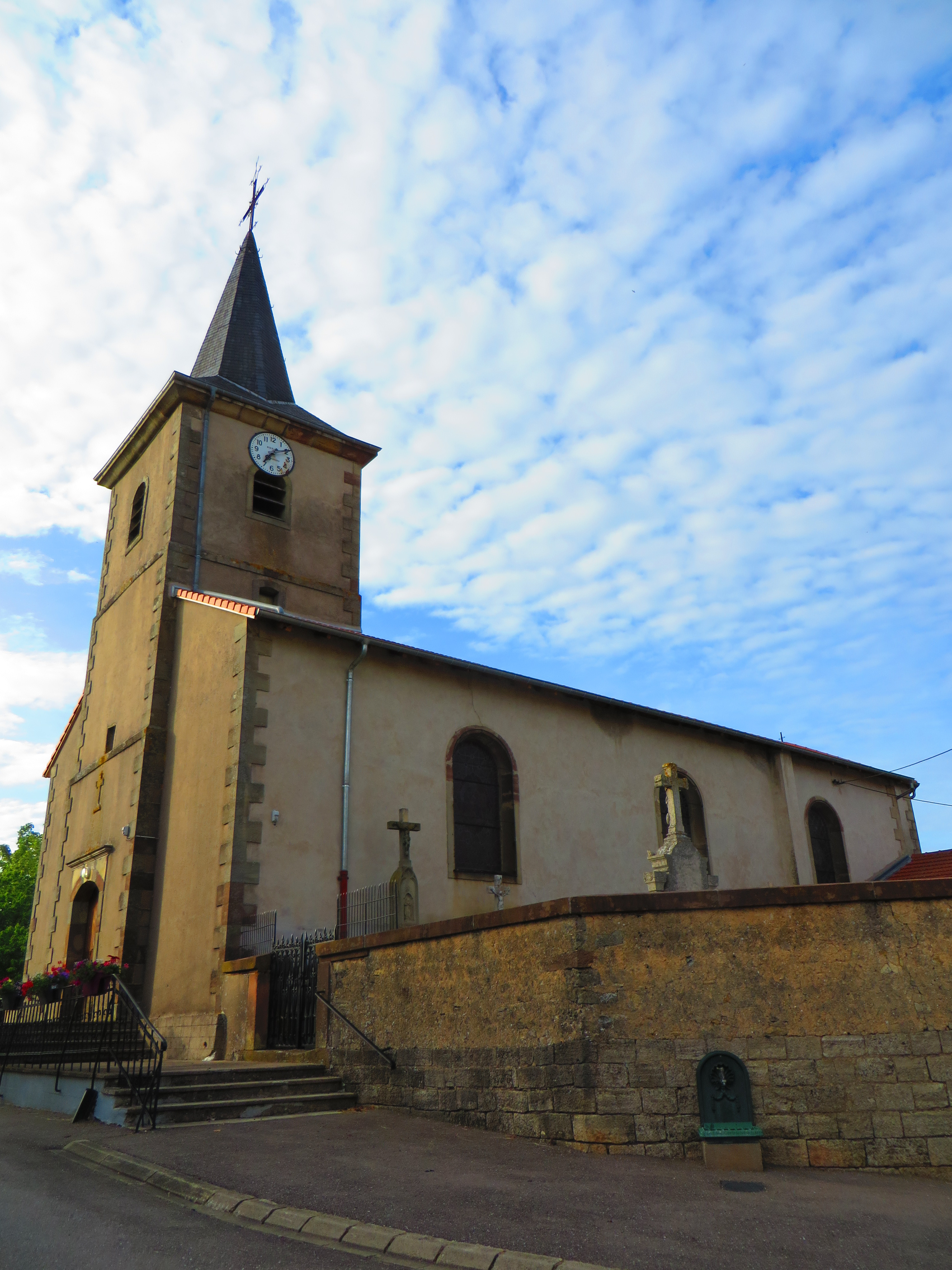
Kirche St. Stephanus

Ommeray  ist eine französische Gemeinde mit 128 Einwohnern (Stand 1. Januar 2022) im Département Moselle in der Region Grand Est (bis 2015 Lothringen). Sie gehört zum Arrondissement Sarrebourg-Château-Salins.

## Geographie
Ommeray liegt im Saulnois (Salzgau), etwa 65 Kilometer südöstlich von Metz, 20 Kilometer südöstlich von Château-Salins und 13 Kilometer südöstlich von Vic-sur-Seille (Vic an der Seille) auf einer Höhe zwischen 213 und 282 m über dem Meeresspiegel. Das Gemeindegebiet, zu dem auch der Étang d'Ommeray (deutsch früher Weiher von Ommeray oder Ommericher Weiher) gehört, umfasst 10,12 km². Der Weiher wird vom Flüsschen Nard durchquert.
Das Gemeindegebiet ist Teil des Regionalen Naturparks Lothringen.

## Geschichte
Die Ortschaft gehörte früher zum Bistum Metz. Im Jahr 1216 erhielt das Kloster Ober-Seille hier Güter.
Das Gemeindewappen zeigt eine Kombination der Symbole zweier Abteien, die Besitz in Ommeray hatten: die Lachse für das Kloster Salival und das Kreuz über dem Halbmond für das Kloster Hauteseille. Die Kieselsteine erinnern an die Steinigung des Heiligen Stephanus, des Schutzpatrons der Gemeinde.
Durch den Frankfurter Frieden vom 10. Mai 1871 kam die Region an Deutschland und das Dorf wurde dem Kreis Château-Salins im Bezirk Lothringen des Reichslandes Elsaß-Lothringen zugeordnet.
Nach dem Ersten Weltkrieg musste die Region aufgrund der Bestimmungen des Versailler Vertrags 1919 an Frankreich abgetreten werden. Im Zweiten Weltkrieg war die Region von der deutschen Wehrmacht besetzt und stand unter deutscher Verwaltung.
1915–1919 und 1940–1944 trug das Dorf den eingedeutschten Namen Ommerich.

### Bevölkerungsentwicklung
| Jahr      | 1962 | 1968 | 1975 | 1982 | 1990 | 1999 | 2007 | 2019 |
| Einwohner | 180  | 155  | 131  | 122  | 117  | 110  | 101  | 128  |

## Belege
1. ↑  Topographische Karte 1:25.000 (7206) Machern bei Wich / Maizieres les Vic [vor 1945, Meßtischblatt]. In: Landkartenarchiv.de. Abgerufen am 20. August 2023.
2. 1 2   Eugen H. Th. Huhn: Deutsch-Lothringen. Landes-, Volks- und Ortskunde, Stuttgart 1875, S. 519  (google.books.de).
3. ↑  Wappenbeschreibung auf genealogie-lorraine.fr (französisch)